# The Desert Breed
Pour plus de détails, voir Fiche technique et Distribution.
The Desert Breed est un western américain muet sorti en 1915, réalisé par Joe De Grasse, avec Lon Chaney dans le rôle vedette. Ce film est à ce jour considéré comme un film perdu
.

## Distribution
- Pauline Bush : Jessie
- Lon Chaney : Fred
- William C. Dowlan : Jack, le camarade de Fred